# بهمن کارگر
بهمن کارگر (زادهٔ ۱۳۴۰ تهران) سرتیپ سپاه پاسداران انقلاب اسلامی است که از  ۱۳۹۱ رئیس بنیاد حفظ آثار و نشر ارزش‌های دفاع مقدس و مقاومت می‌باشد.

## زندگی و فعالیت ها
کارگر از مهر ۱۳۵۸ به عضویت سپاه پاسداران درآمد و تا سال ۱۳۶۰ در ستاد مرکزی سپاه بود. در این سال، به سپاه منطقه هفتم کشوری واقع در غرب کشور که تحت فرماندهی محمد بروجردی بود، رفت. وی در ۱۳۶۶ به سپاه منطقه یکم کشوری واقع در تهران منتقل شد.
بهمن کارگر از ابتدای هشتاد، به نیروی انتظامی منتقل شده و شش سال رئیس سازمان وظیفه عمومی بود. به دنبال انتصاب محمدعلی جعفری به فرماندهی کل سپاه در سال ۱۳۸۶، کارگر به سپاه بازگشت و مسئول دفتر او شد. وی در مدت یک‌سالهٔ این مسئولیت، در تغییر و تحولات ساختاری سپاه پاسداران و جابجایی فرماندهان نقش داشت.
کارگر در سال ۱۳۸۸ به عنوان معاون اجتماعی نیروی انتظامی منصوب شد. عملکرد سه سالهٔ او در این جایگاه، به‌ویژه نقش او در اجرای طرح گشت ارشاد از موضوعات مورد بحث در رسانه‌ها بود و واکنش‌های منتقدان را در پی داشت. وی همچنان مدافع طرح گشت ارشاد است.